# Soudage par étincelage

Animation de l'opération de soudage par étincelage

Le soudage étincelage (en anglais: Flash welding FW) est un procédé de soudage, appartenant à la catégorie soudage par résistance qui n'utilise aucun métal d'apport. Les pièces de métal à souder sont espacées à une distance prédéterminée en fonction de l'épaisseur du matériau, de la composition du matériau et des propriétés attendues de la soudure. Le courant est appliqué au métal et l'espace entre les deux pièces crée une  résistance et produit l'arc nécessaire pour faire fondre le métal. Une fois que les morceaux de métal atteignent la température appropriée, ils sont ensuite pressés l'une contre l'autre, ce qui les soude efficacement.
L'abréviation donnée par AWS A3.0:2020 est FW pour Flash Welding.
La norme ISO 4063:2023, définie le préfixe 24, et deux sous-procédés associés :
- ▲
  - 24 Soudage par étincelage :
    - 241 Soudage par étincelage avec préchauffage.
    - 242 Soudage par étincelage sans préchauffage.

,

## Opération

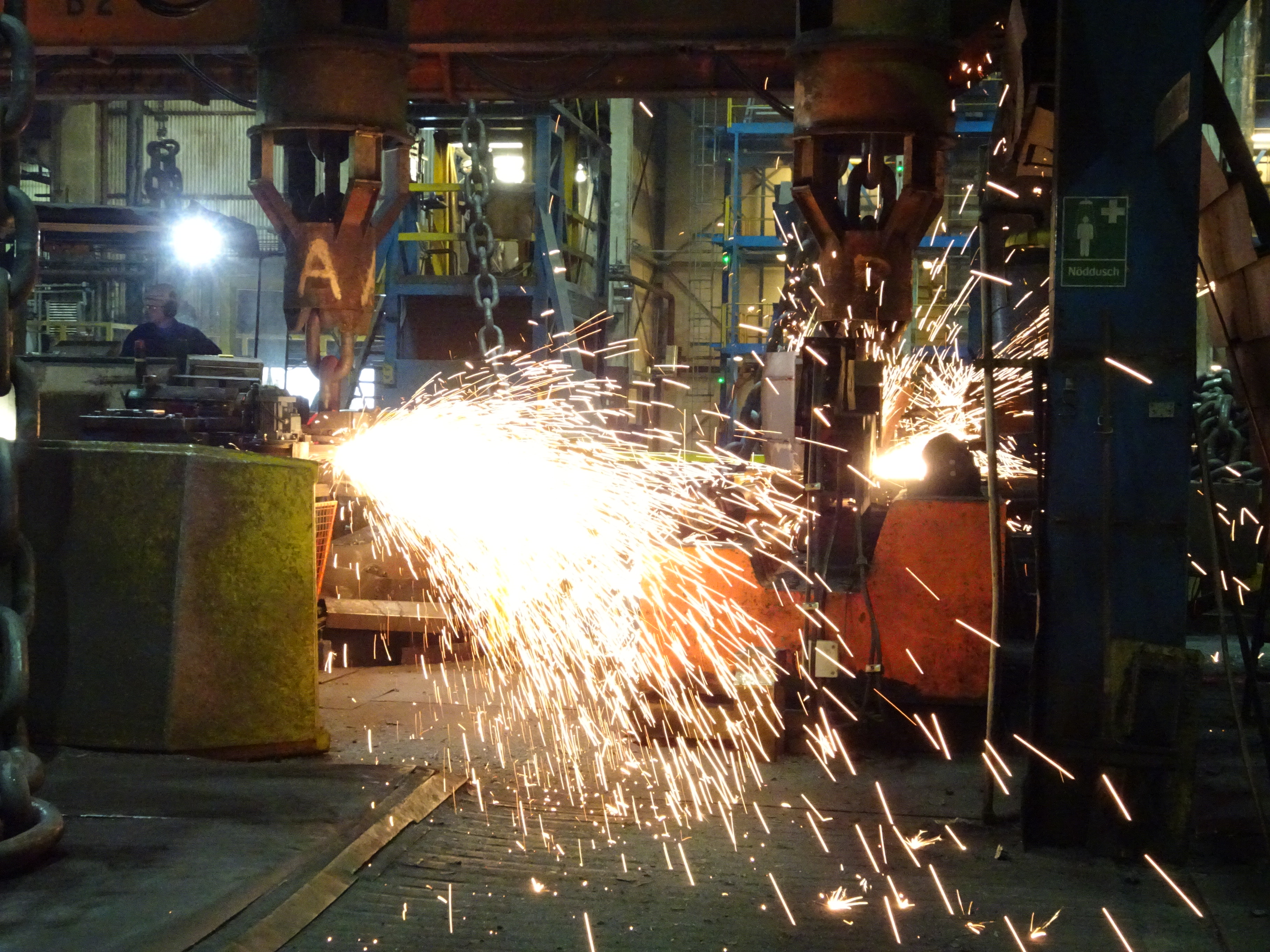
Soudage par étincelage et meulage d'un nouveau maillon de chaîne suspendue à Ramnäs, en Suède.

Selon une étude publiée dans Materials and Design, plusieurs paramètres affectent le produit final. Le temps de flash est le temps pendant lequel l'arc électrique est présent. Le temps de refoulement (upset time) est la durée pendant laquelle les deux pièces sont pressées l'une contre l'autre. Le temps de flash doit être suffisamment long pour chauffer suffisamment le métal avant de le presser. Cependant, si le processus est trop long, une trop grande partie du métal de base commence à fondre. Le temps de refoulement est critique pour créer les propriétés mécaniques souhaitées de la soudure finie. Pendant le refoulement, toutes les impuretés du métal de base sont éliminées, créant une soudure parfaite. Si le temps de refoulement est trop court, certaines impuretés peuvent rester dans le métal de base, créant une soudure défectueuse. Le temps de refoulement est également crucial dans la résistance de la soudure finie car c'est lors du refoulement que se produit la coalescence entre les deux pièces de métal. Si le temps de refoulement  est trop court, les deux pièces métalliques risquent de ne pas se lier complètement .
Très souvent, le soudage bout à bout par étincelage est contrôlé par la distance plutôt que par le temps, de sorte que l'étincelage se produit sur une longueur prédéterminée, disons 5 mm avant le début du cycle de refoulement. Le refoulement peut alors également être contrôlé par la distance. Un paramètre serait défini pour appliquer la force de refoulement jusqu'à ce qu'une certaine distance soit obtenue. C'est généralement la distance refoulement qui est plus importante que le temps refoulement.
À la fin du refoulement, il y a généralement un « temps de maintien » pendant lequel le joint est maintenu immobile pour permettre au joint de refroidir et aux deux pièces de métal de se lier complètement.

## Applications
La capacité de ce procédé unique à souder de nombreux métaux différents, avec de simples réglages de paramètres, le rend très polyvalent. Le soudage par étincelage est également utilisé dans l'industrie de la construction métallique pour augmenter la longueur de la cornière utilisée pour fabriquer les solives .

Processus de soudage bout à bout par étincelage de la lame de scie à ruban sur la machine à souder FBWM-60.
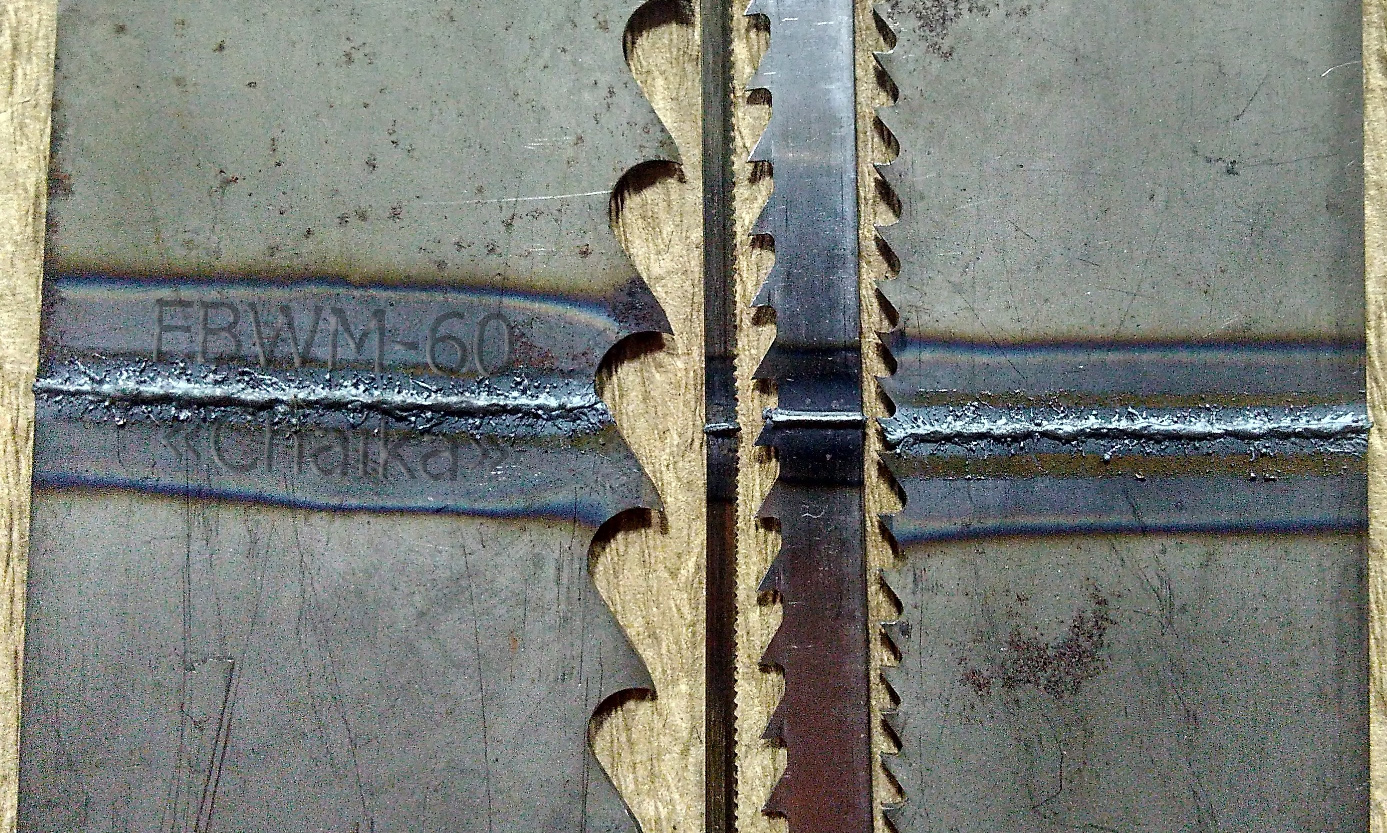
Différents cordon de soudure sur de lames de scie soudés par étincelage.
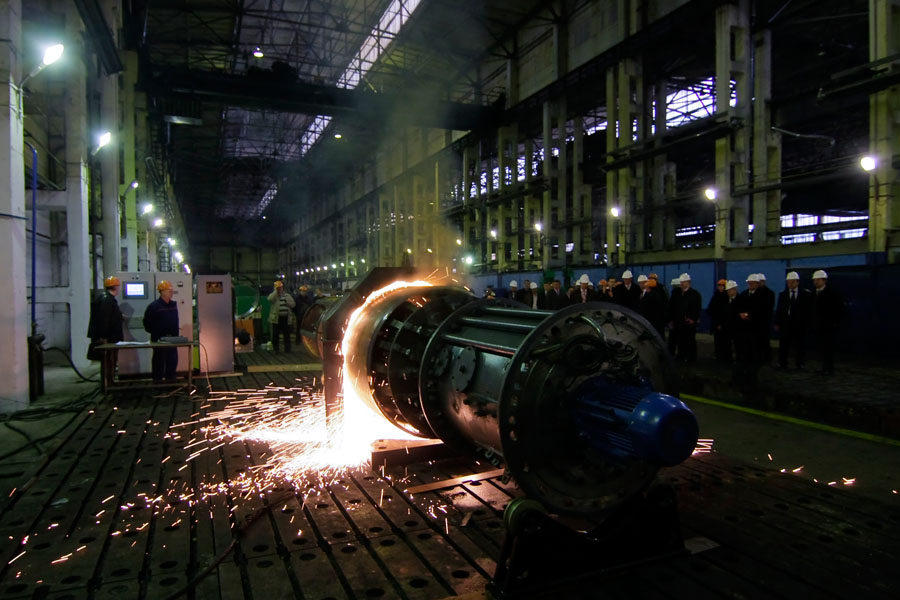
Soudage bout à bout par étincelage de tuyaux de canalisation d'un diamètre de 1420 mm à l'usine russe TESO.

### Ferroviaire
Les chemins de fer utilisent le soudage par étincelage, comme l'aluminothermie, pour assembler des sections de rail afin de créer un long rail soudé (LSR) (en anglais Long Welded Rail, LWR) en usine ou directement sur voie ferrée, ce qui élimine les joints de dilatation. Ceci réduit l'usure des rails eux-mêmes, réduisant ainsi efficacement la fréquence des inspections et de la maintenance. Le rail soudé continu est particulièrement utilisé sur les lignes ferroviaires à grande vitesse.
Le soudage par étincelage est avantageusement utilisé pour assembler des métaux différents, y compris des métaux non ferreux. Cela permet de souder efficacement les aiguillages et les passages à niveau, qui sont généralement composés d'acier à haute teneur en manganèse (voir Ferromanganèse), aux rails en acier au carbone à l'aide d'un insert en acier inoxydable, tout en préservant les propriétés mécaniques souhaitées des rails et des passages à niveau.

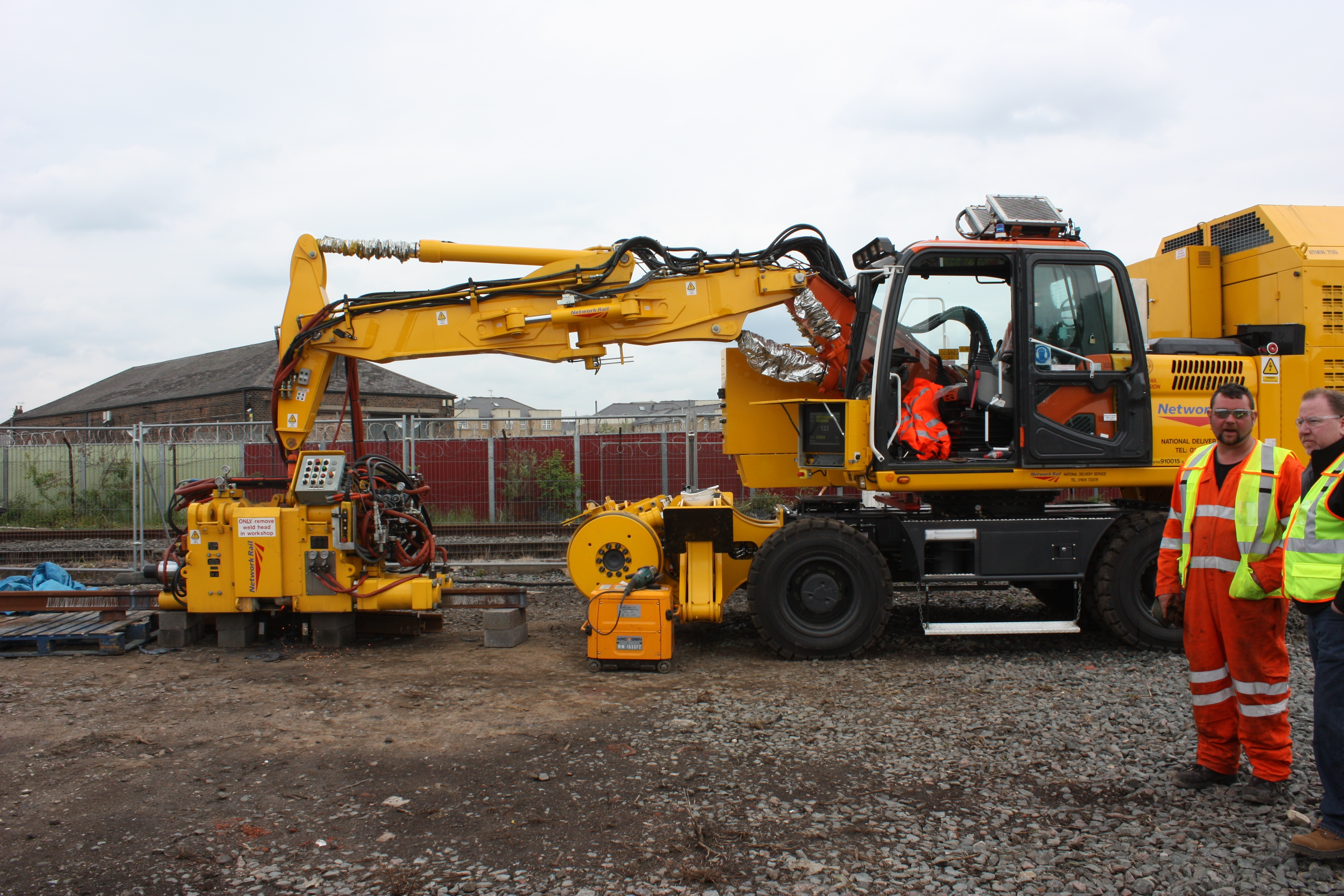
Machine de soudage par étincelage de Network Rail, pour souder des rails bout à bout.
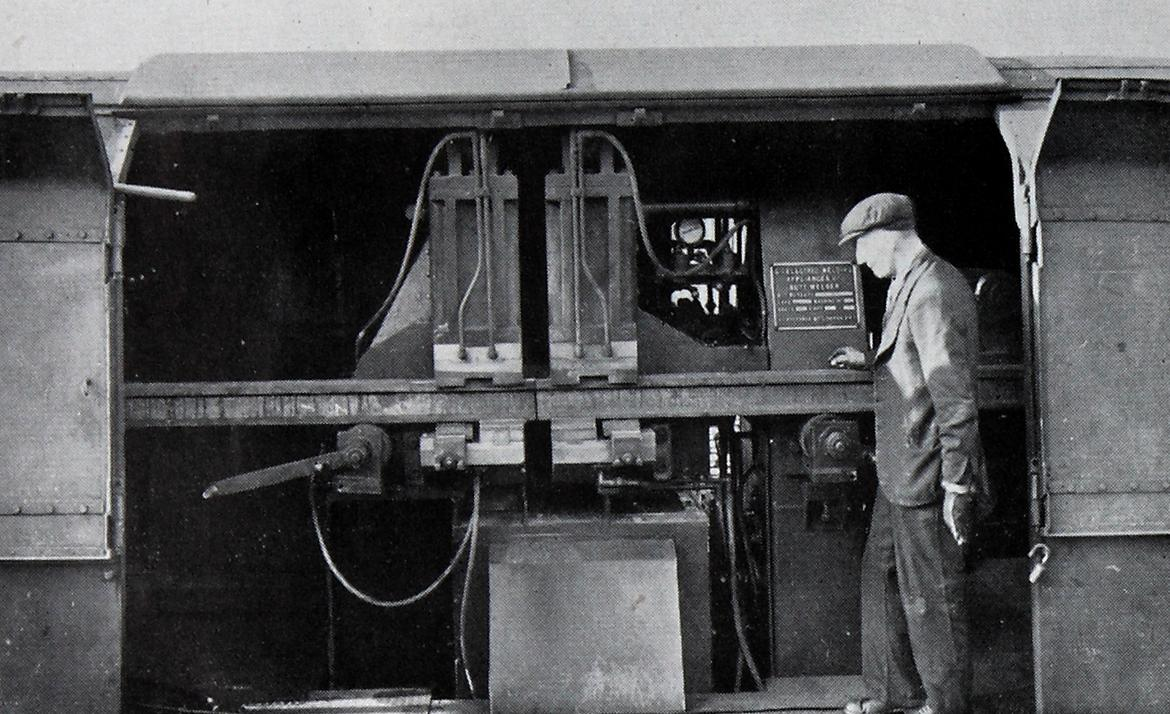
Machine de soudage bout à bout par étincelage portative utilisée pour assembler des rails de 60 pieds en longueurs continues jusqu'à 300 pieds.

### Normes et standards
1. ↑  AWS, « AWS A3.0M/A3.0:2020 » [archive] , sur Normadoc, 2020 (consulté le 21 mars 2024)
2. ↑  ISO, « Soudage et techniques connexes : Nomenclature et numérotation des procédés » , sur Organisation internationale de normalisation, 2023 (consulté le 21 avril 2024)

### Ouvrages
- (en) Howard B. Cary et Scott C. Helzer, Modern Welding Technology, Pearson/Prentice Hall, 2005, 715 p. (ISBN 978-0-13-113029-6, lire en ligne)